# Folies Bergère de Paris
Folies Bergère de Paris é um filme estadunidense de 1935 dirigido por Roy Del Ruth e protagonizado por Maurice Chevalier, Merle Oberon e Ann Sothern. O filme foi premiado com o Oscar de Melhor Coreografia.

## Elenco
- Maurice Chevalier ... Eugene Charlier / Barão Fernand Cassini
- Merle Oberon ...Baronesa Genevieve Cassini
- Ann Sothern ...Mimi
- Eric Blore ...Francois
- Ferdinand Munier ...Morrisot
- Walter Byron ...Marquis René de Lac
- Lumsden Hare ...Gustave
- Robert Greig ...Henri
- Ferdinand Gottschalk ...Perishot
- Halliwell Hobbes ...Monsieur Paulet
- Georges Renavent ...Premier da França
- Phillip Dare ...Victor
- Frank McGlynn Sr. ...Joseph
- Barbara Leonard ...Toinette
- Olin Howland ...Gerente de palco

## Adaptações
O filme Uma Noite no Rio de 1941, é um remake de Folies Bergère de Paris. Uma versão em francês de Folies Bergère de Paris, intitulada L'homme de Folies Bergère, foi filmada simultaneamente à versão em inglês. Em 1951, a Twentieth Century-Fox refez o filme novamente como On the Riviera, dirigido por Walter Lang e estrelado por Danny Kaye e Gene Tierney.